# Isparta (provinca)
Isparta  je provinca, ki se nahaja jugozahodni Turčiji. Okoliške province so Afyon na severozahodu, Burdur na jugovzhodu, Antalya na jugu in Konya na vzhodu.
Provinca je znana po jabolkih, višnjah, grozdju, vrtnicah in preprogah. Najbolj rodovitno področje v provinci se imenuje Uluborlu.

## Okrožja
- Aksu
- Atabey
- Eğirdir
- Gelendost
- Gönen
- Isparta
- Keçiborlu
- Şarkikaraağaç
- Senirkent
- Sütçüler
- Uluborlu
- Yalvaç
- Yenişarbademli

Koordinati:   37°57′24″N, 30°57′39″E